# Bleimoschee (Berat)

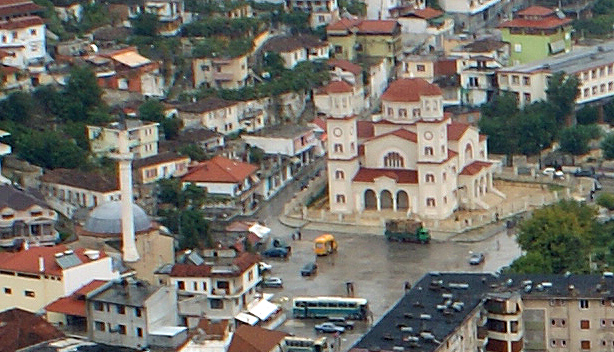
Hauptplatz von Berat mit Moschee und christlich-orthodoxer Kathedrale

Die Bleimoschee (albanisch Xhamia e Plumbit), oder auch Moschee des Ahmed Bey Usgurli (Xhamia e Izgurliut), ist ein bedeutendes historisches Bauwerk im zentralalbanischen Berat. Sie wurde in den Jahren 1553 und 1554 errichtet und ist ein Kulturdenkmal des Landes.
Den Namen erhielt die Einkuppelmoschee durch ihre Blei-Kuppel. Die von drei weiteren kleinen Kuppeln überdeckte Vorhalle (Portikus) wurde später angefügt. 
In sozialistischer Zeit diente sie zuletzt als Architekturmuseum. Direkt gegenüber der Moschee, die sich im traditionellen moslemischen Viertel der Stadt befindet, wurde in neuerer Zeit die orthodoxe „Kathedrale des Heiligen Demetrius“ errichtet.

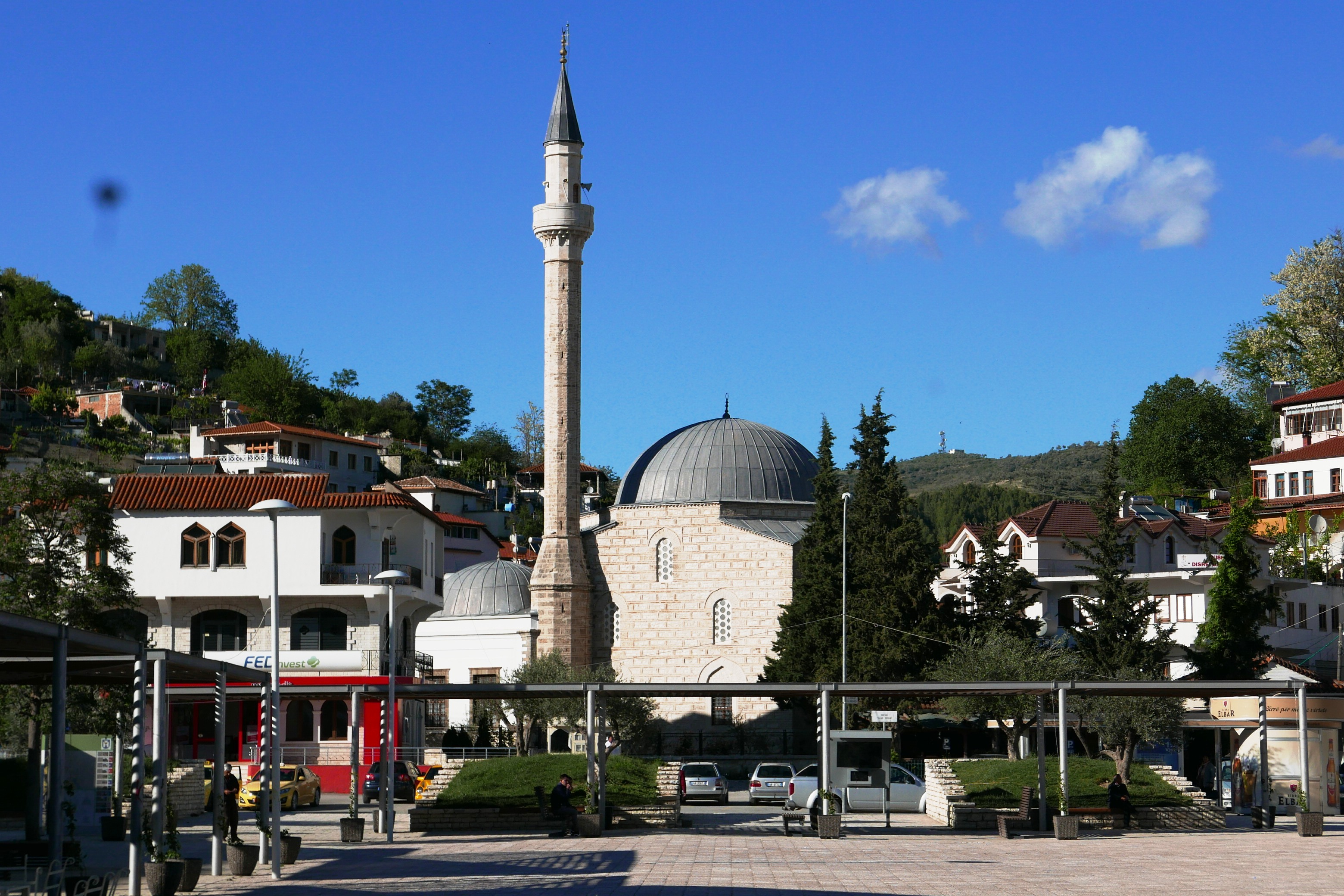
Westseite nach der Restaurierung (2019)

Die Bleimoschee wurde 2014 vom Türkischen Präsidium für Zusammenarbeit und Koordinierung (TİKA) renoviert.